# Edmundo Zura
Edmundo Salomón Zura de Jesus (Ibarra, 12 de janeiro de 1983), mais conhecido como Edmundo Zura, é um futebolista equatoriano que atua como atacante. Atualmente, joga pelo San José Earthquakes.

## Biografia
Edmundo Zura foi revelado na LDU, de Quito, em 2000. Em 2001, foi para a modesta equipe Imbabura, da 2ª divisão equatoriana e ficou lá até 2004, quando foi emprestado ao igualmente modesto time do Macará. Retorna ao Imbabura em 2005 - onde fica até 2007 - e ajuda a equipe a subir para a 1ª divisão vencendo o torneio Clausura em 2006. Foi contratado por um dos grandes clubes do país, o Barcelona de Guayaquil, pelo qual jogou em 2008. Nesse mesmo ano foi por empréstimo para o Newcastle Jets, da Austrália. Retornou ao futebol equatoriano em 2009, para defender o El Nacional, e retornou ao Imbabura. Atualmente joga pela equipe estadunidense San José Earthquakes, da Major League Soccer (MLS), a liga de futebol dos EUA.

### Seleção do Equador
Foi convocado pela primeira vez em 2006 para integrar a seleção de seu país. Em 2007, marca seu primeiro gol pela seleção em um amistoso contra a Suécia. Convocado pelo técnico Sixto Vizuete para a Seleção do Equador, foi escolhido como o capitão da equipe. Foi campeão e artilheiro com 3 gols (inclusive o do título) da seleção de seu país nos Jogos Pan-americanos de 2007, que deu o primeiro e inédito título para o futebol do Equador.

## Títulos
Seleção do Equador
- Jogos Pan-americanos – medalha de ouro (2007)

 Imbabura
- Campeonato Equatoriano (2ª divisão): 2006 (Clausura)